# Chāh Mahkū
Chāh Mahkū (persiska: چاه مهکو) är en ort i Iran.   Den ligger i provinsen Hormozgan, i den sydöstra delen av landet, 1 000 km söder om huvudstaden Teheran. Chāh Mahkū ligger 954 meter över havet och antalet invånare är 113.
Terrängen runt Chāh Mahkū är varierad.Runt Chāh Mahkū är det ganska glesbefolkat, med 50 invånare per kvadratkilometer. Närmaste större samhälle är Sīāhak, 17,2 km norr om Chāh Mahkū. Trakten runt Chāh Mahkū är ofruktbar med lite eller ingen växtlighet.